# Amastris undulata
Amastris undulata är en insektsart som beskrevs av Broomfield 1976. Amastris undulata ingår i släktet Amastris och familjen hornstritar. Inga underarter finns listade i Catalogue of Life.